# Mahávansza
A Mahávamsza („Nagy krónika”, páli: Mahāvaṃsa, 5. század) páli történelmi krónika Srí Lanka uralkodóiról. Az első változata az ősi Oriszából származó Vidzsaja hercegtől (i. e. 543) Mahászéna (277-304) királyig tart. A Mahávamsza a mai modern Srí Lankán politikai üzenettel bír. A szingaléz többségű sziget gyakran használja bizonyítékként a művet arra, hogy Srí Lanka már történelmi időktől kezdve buddhista nemzetnek számít. Ezt a nézetet támadta az 1930-as években G. G. Ponnambalam, a tamil nacionalisták vezetője, aki szerint a sziget nem kizárólag buddhista. A szingaléz többség 1939-ben tömeges zendüléssel válaszolt, amely érintette Nawalapitiya, Passara, Maskeliya, és Jaffna városokat. A zavargásokat a brit gyarmati kormányzás gyorsan leverte, azonban ez később több mozgalmon keresztül polgárháborúhoz vezetett, amely csak 2009-ben ért véget.
A Mahávamsza első nyomtatása - amely egy angol fordítás - 1837-ben jelent meg, az első német fordítás pedig 1912-ben. Magyar fordítása nem létezik.

## Buddhizmus
A Mahávamsza ugyan nem számít kanonikus vallási szövegnek, mégis a théraváda buddhizmus egyik fontos művének számít, leírja ugyanis Srí Lanka korai vallástörténetét, egészen Gautama Sziddhártha, a történelmi Buddha életétől kezdődően. Röviden szó esik a buddhizmus indiai történetéről is Buddha halála (lásd: parinirvána) után, a különböző buddhista tanácskozáson át, a főbb buddhista tanítókig. A Mahávamsza minden fejezete azzal zárul, hogy a „jámbor emberek boldogságáért” íródott. A mű a királyok jó cselekedeteire helyezi a hangsúlyt, akik az Anuradhapura nagykolostor patrónusai voltak.

## Tartalma
Az Anuradhapura nagykolostor szerzetesei (bhikkhuk) az i. e. 3. század óta feljegyezték Srí Lanka történelmét. Ezeket a jegyzeteket és szövegeket az 5. században rendezte össze egy összefoglaló dokumentumba Anuradhapura Mahanama, későbbi ceyloni király, Anuradhapura Dátuszena király uralkodása idején. A mű korábbi történetírásokra épül, főleg az Atthakathá-ra, amely szingaléz nyelvű szövegmagyarázatok a Páli kánon szövegeihez. Annál is korábbi krónika a Dípavamsza („A sziget krónika”), amely egyszerűbb és kevesebb információt tartalmaz, mint a Mahávamsza.
A szingaléz szerzetesek készítettek a Mahávamsza mellé egy kiegészítő kötetet is, amely a Csulavamsza („Csekélyebb krónikák”) címet kapta. Ez a mű a 4. századtól a Brit Birodalom 1815-ös Srí Lanka-i hódításáig tartó időszakot meséli el. A Csulavamszát különböző korok különböző szerzői alkották.
Az két művet együttesen is szokták Mahávamszaként nevezni, amely így több mint két évezred történelmi eseményeit meséli el. Ez a mű a világ egyik leghosszabb megszakítás nélküli történelmi krónikája. A Mahavamsa gyakran említi a sziget királyi dinasztiáit, ezért értékes anyag azon történészek számára, akik az indiai szubkontinens uralkodó családjait kutatják. Fontos forrásnak számít például a maurja uralkodó, Asóka trónra lépésének meghatározásában, amely szinkronicitással kapcsolódik a Szeleukida Birodalomhoz és Nagy Sándorhoz.
A Száncsi és egyéb buddhista emlékek történelmi helyszínei igazolják a Mahávamsza Asóka királlyal kapcsolatos közléseit. Szintén alátámasztják a Mahávamsza állításait a különböző kőbevésett feliratok, amelyek többsége Srí Lankán található.

## A legfontosabb páli nyelvű epikus költemény
A Mahávamsza amellett, hogy fontos történelmi forrás, egyben a páli nyelv legfontosabb epikus költeménye is. A csatákról, megszállásokról, udvari intrikákról, sztúpa és víztározó építésekről szóló, és könnyen memorizálható, elegáns versei nagy hatással voltak a kor buddhista világára. Az ókorban született sok szöveggel ellentétben a hétköznapi emberek életével is foglalkozik, miképp csatlakoztak a király seregéhez, és hogyan műveltek földet. Idővel a Mahávamsza eljutott más távoli buddhista országok területére is a selyemút mentén. Bizonyos részeit le is fordították, és Kambodzsában létezik egy fordítása, amelyet további részletekkel egészítettek ki.  A Mahávamsza más páli krónikák megjelenésének táptalajául is szolgált, így Srí Lanka a kor vezető páli irodalmi központjává válhatott.

### Kiadásai és fordításai
- Geiger, Wilhelm; Bode, Mabel Haynes (ford.); Frowde, H. (szerk.): The Mahavamsa or, the great chronicle of Ceylon, London : Pali Text Society 1912.
- Guruge, Ananda W.P.: Mahavamsa. Calcutta: M. P. Birla Foundation 1990 (Classics of the East).
- Guruge, Ananda W. P.  Mahavamsa: The Great Chronicle of Sri Lanka, A New Annotated Translation with Prolegomena, ANCL Colombo 1989
- Ruwan Rajapakse, Concise Mahavamsa, Colombo, Sri Lanka, 2001
- Sumangala, H.; Silva Batuwantudawa, Don Andris de: The Mahawansha from first to thirty-sixth Chapter. Revised and edited, under Orders of the Ceylon Government by H. Sumangala, High Priest of Adam's Peak, and Don Andris de Silva Batuwantudawa, Pandit. Colombo 1883.
- Turnour, George (C.C.S.): The Mahawanso in Roman Characters with the Translation Subjoined, and an Introductory Essay on Pali Buddhistical Literature. Vol. I containing the first thirty eight Chapters. Cotto 1837.